# Чибью
Чибью — река в Российской Федерации, протекает по Республике Коми через город Ухта. Устье реки находится в 13 км по левому берегу от устья реки Ухта. Длина реки составляет 20 км.
Имеет два правых притока — реки Турунвож и Чибьювож.

## Данные водного реестра
По данным государственного водного реестра России относится к Двинско-Печорскому бассейновому округу, водохозяйственный участок реки — Печора от впадения реки Уса до водомерного поста Усть-Цильма, речной подбассейн реки — бассейны притоков Печоры ниже впадения Усы. Речной бассейн реки — Печора.
Код объекта в государственном водном реестре — 03050300112103000076752.